# Alcoletge
Alcoletge es un municipio español de la provincia de Lérida, situado en la comarca catalana del Segriá. 

## Geografía
Integrado en la comarca del Segriá, se sitúa a 8 kilómetros de la capital provincial. El término municipal está atravesado por la autovía del Nordeste A-2 (pK 469 y 471-472) así como por la carretera autonómica C-13 que conecta con Balaguer. 
El relieve del territorio es predominantemente llano y se extiende desde el sector nororiental de la llanura del Segrià, en la margen izquierda del río Segre, que hace de límite con Corbíns, hasta la Plana de Urgel. La altitud del municipio oscila entre los 242 metros en un cerro pegado al casco urbano y los 160 metros a orillas del río Segre. El pueblo se alza a 213 metros sobre el nivel del mar. 
| Noroeste: Corbíns | Norte: Corbíns y Villanueva de la Barca | Noreste: Villanueva de la Barca y Bell Lloch |
| Oeste: Lérida     |                                         | Este: Bell Lloch                             |
| Suroeste: Lérida  | Sur: Lérida                             | Sureste: Lérida                              |

## Historia
Aparece citado por primera vez en documentos de 1118, en un convenio entre Ramón Berenguer III y Arnau Berenguer de Anglesola. Este conde de Barcelona recibió el castillo de Alcoletge de Ibn Hilal (Avifelel), almorávide de Lérida. Justamente este (al-Kolaia) es el que dará nombre al pueblo. Parece que en el término hubo una aldea visigoda que fue la base del núcleo musulmán. En 1168 aparece documentada su parroquia y en 1200 formaba parte de Lérida. Parte del término municipal perteneció al monasterio de Junqueras de Barcelona hasta el fin de los señoríos. 
Durante la Guerra de los Segadores quedó destruido el castillo y fue saqueado el santuario del siglo XVI que dependía del convento de Junqueras, de Barcelona, y en 1665 el lugar constaba como despoblado. La Guerra de Sucesión provocó en 1707 un segundo desastre y un segundo despoblamiento, aunque el ayuntamiento de Lérida surgido de los decretos de Nueva Planta nombró en 1719 un alcalde de la jurisdicción criminal del lugar y término de Alcoletge, y este fue en la práctica el origen del municipio independiente.

## Geografía humana

### Demografía
Cuenta con una población de 3594 habitantes (INE 2024).
| Gráfica de evolución demográfica de Alcoletge entre 1842 y 2021                                                       |
| |
| Población de derecho según los censos de población del INE. Población de hecho según los censos de población del INE. |

### Economía
La principal actividad económica es la agricultura, destacando el cultivo de árboles frutales, especialmente perales y manzanos. Dispone de cooperativa agrícola.
En los últimos años, la proximidad con la capital (Lérida) ha condicionado la vida laboral de los vecinos, si bien la agricultura continúa siendo la base de la economía del municipio. La tierra cultivada, unas 1100 ha, representa 2/3 del municipio. Todos los cultivos son de regadío, gracias a la acequia de Fontanet y otras más pequeñas derivadas del Segre, y a la de Canals, que lleva agua del canal de Urgel.

## Símbolos
El escudo de Alcoletge se define por el siguiente blasón:
«Escudo losanjado: de oro, un castillo de sable abierto acostado de 2 olmos de sable. Por timbre una corona mural de pueblo.»
Se aprobó el 12 de marzo de 1991.

## Cultura

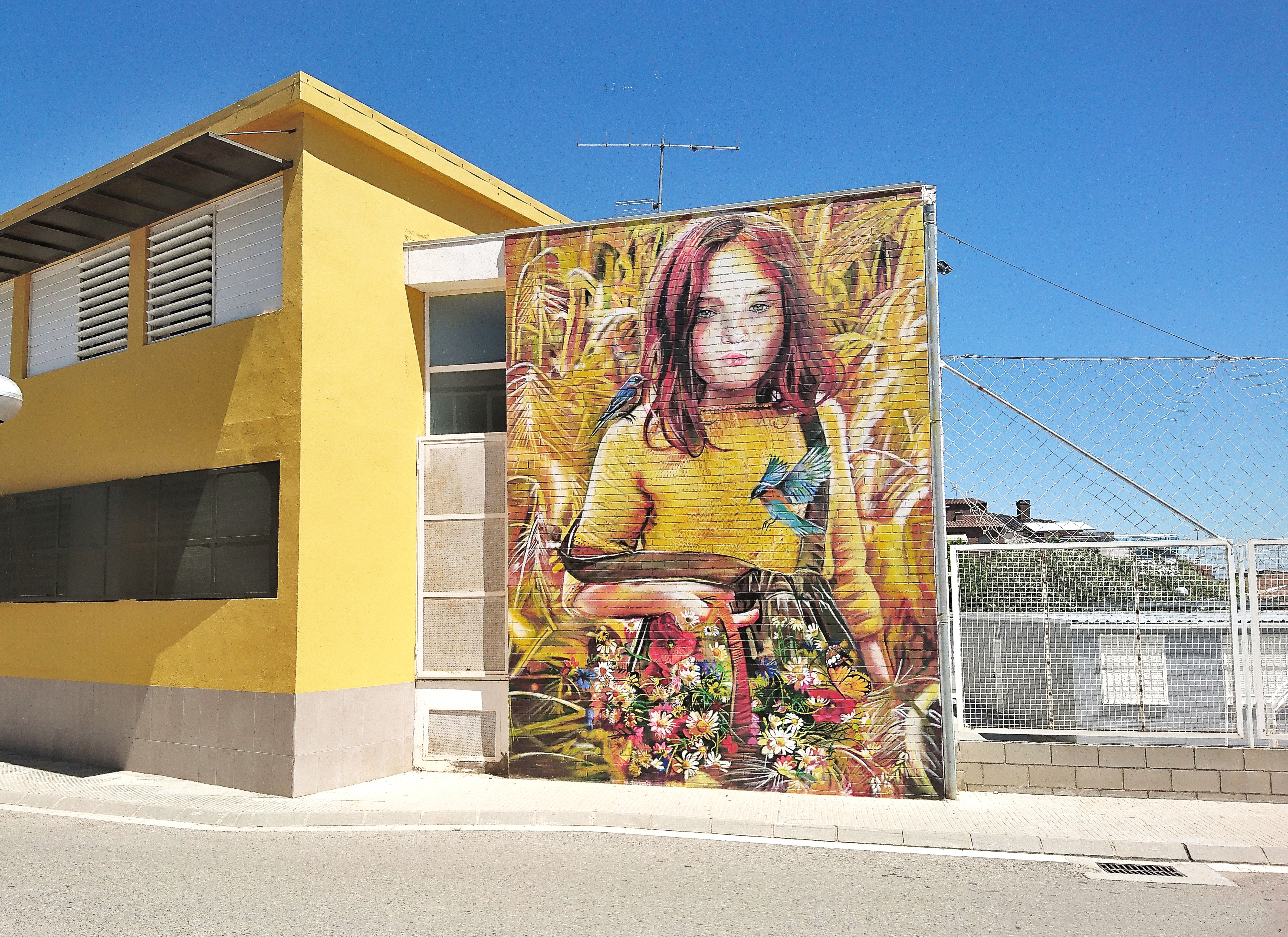
Mural de Lily Brick

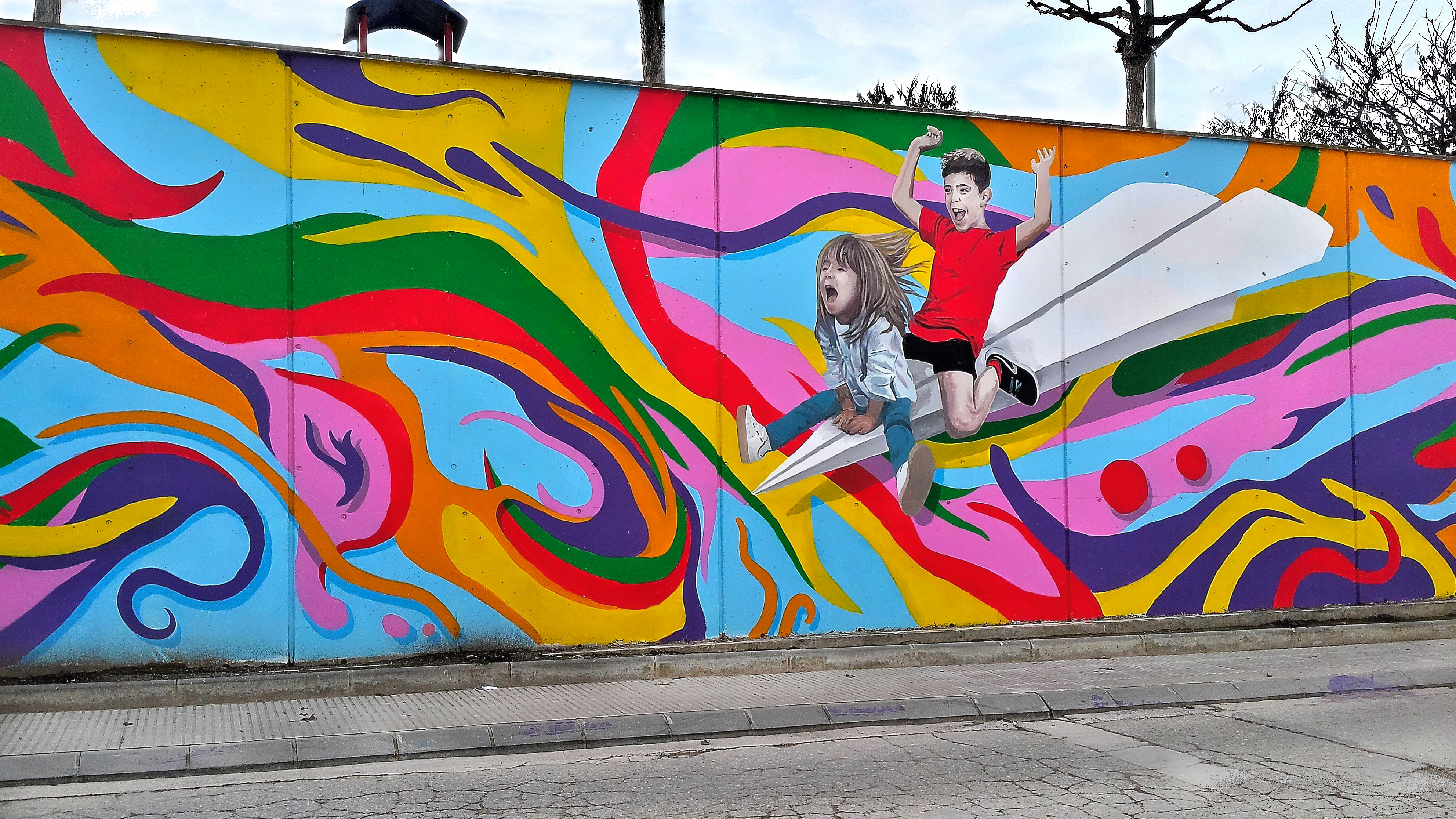
Mural de Oriol Arumi

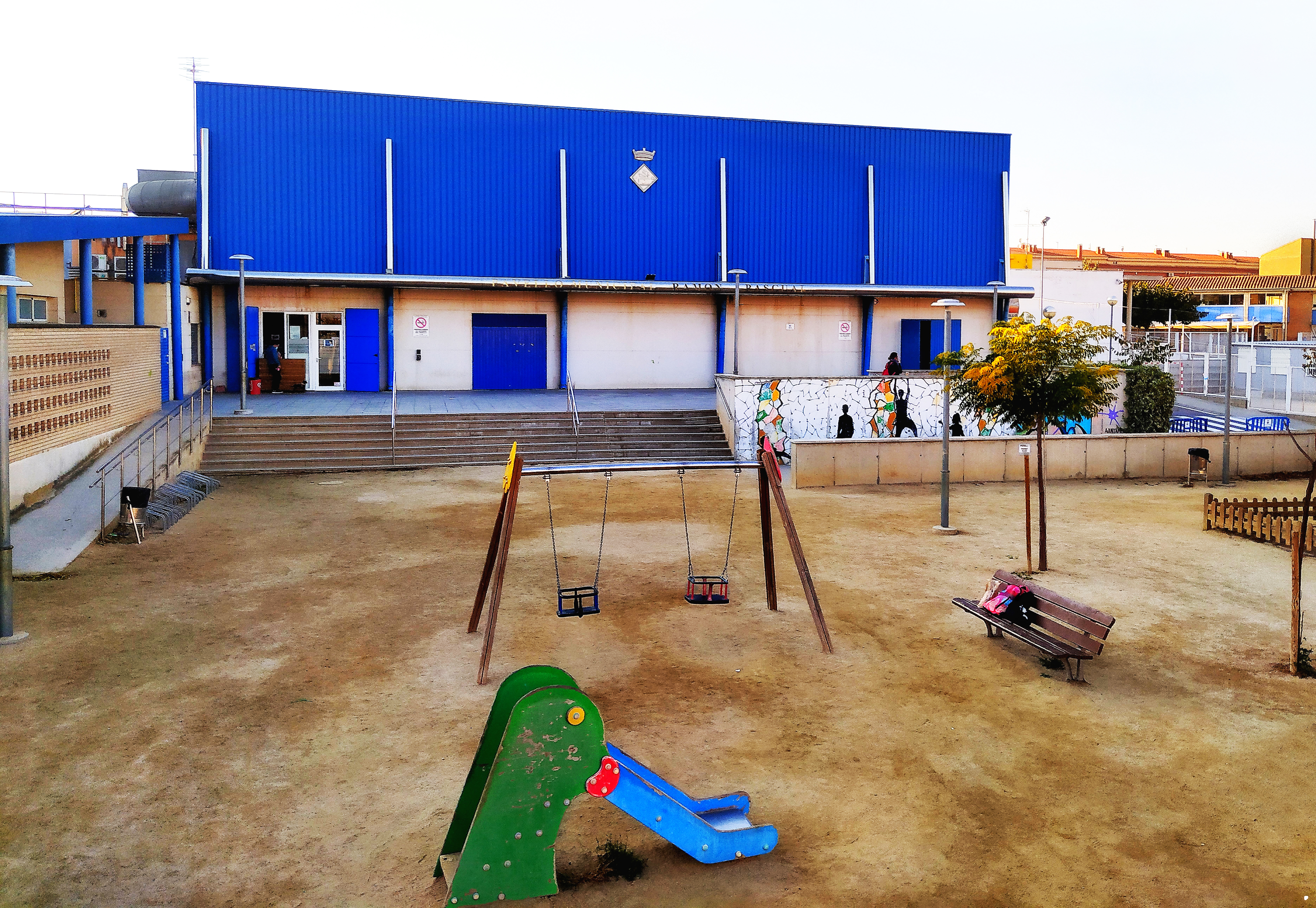
Pabellón Municipal "Ramón Pascual" (Alcoletge-Lérida)

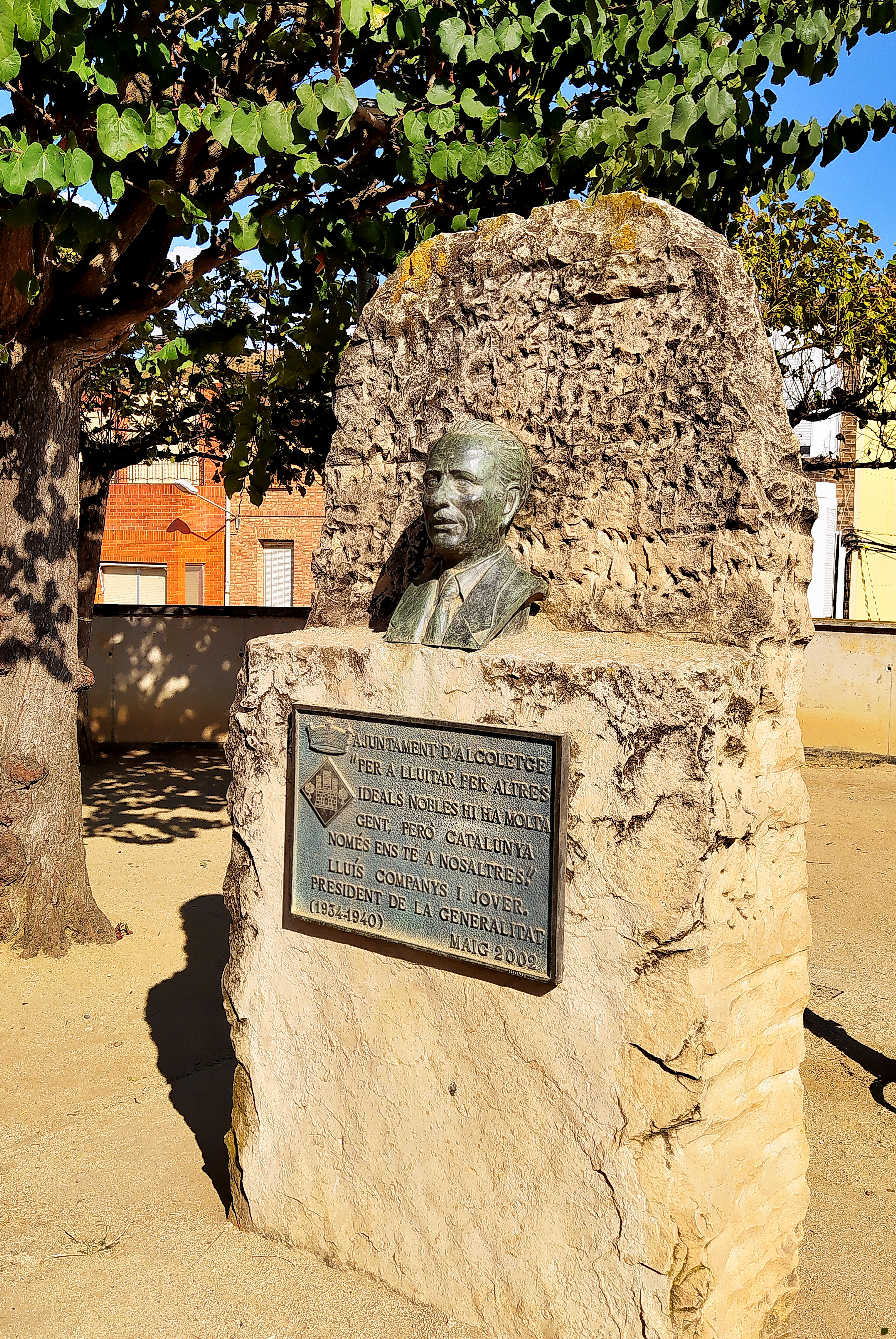
Busto de Lluis Companys

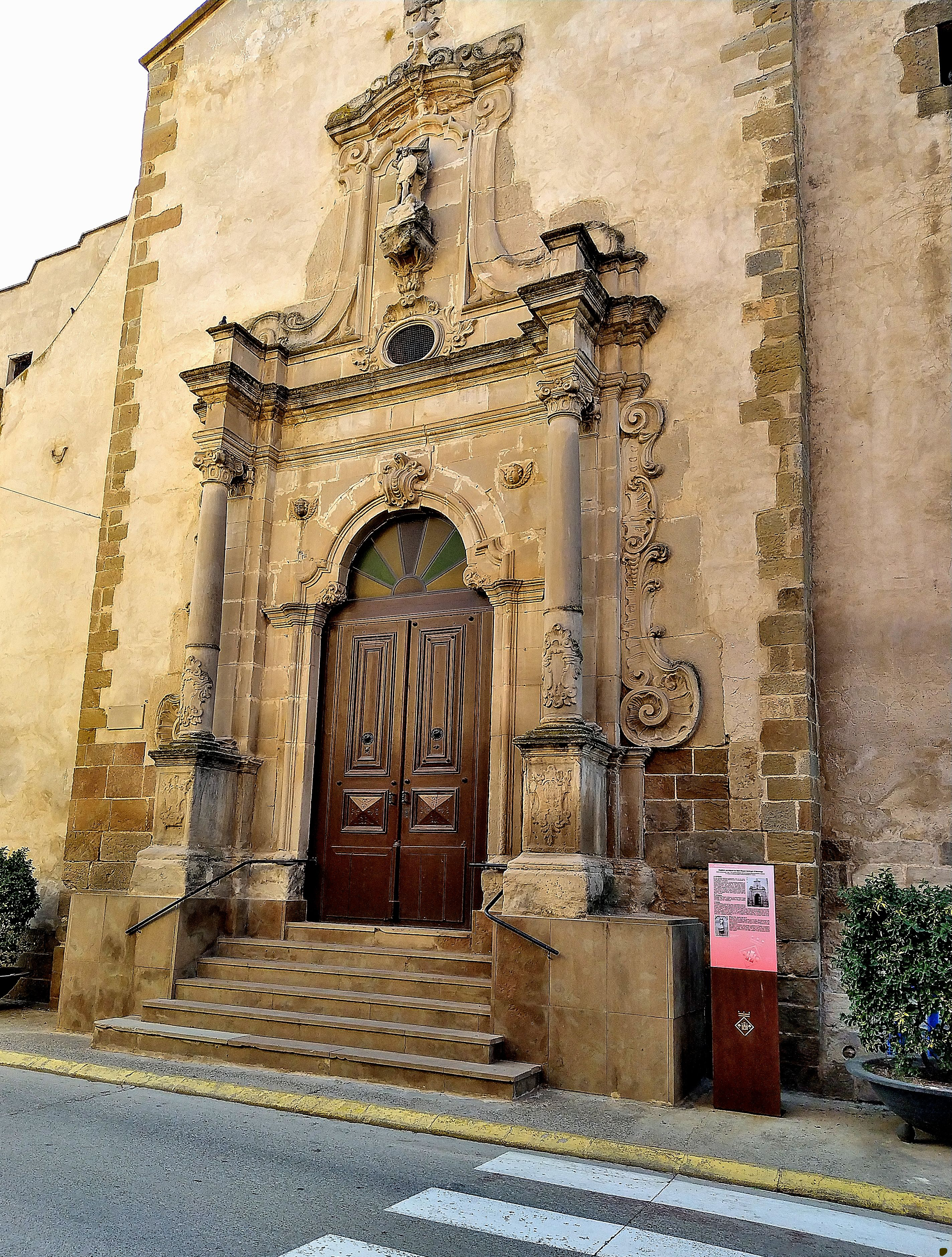
Parroquia de San Miguel Arcángel

La iglesia parroquial está dedicada a San Miguel. Fue construida en el siglo XVIII,en estilo neoclásico, tomando la catedral nueva de Lérida como modelo. Consta de tres naves cubiertas con bóveda de arista y una vistosa fachada. En 1936 se destruyó un retablo barroco procedente de la Catedral Vieja de Lérida y que se conservaba en este templo.
No queda ningún vestigio del viejo edificio, que estaba situado en el tozal que domina el pueblo, donde se han encontrado restos de cerámica árabe de época medieval. Tampoco queda ningún vestigio del casal renacentista (Cal Mo) de las monjas de Junqueras que tenía una bella galería con arcos en la parte posterior.
Alcoletge celebra su fiesta mayor en el mes de mayo. La segunda fiesta tiene lugar en el mes de septiembre.

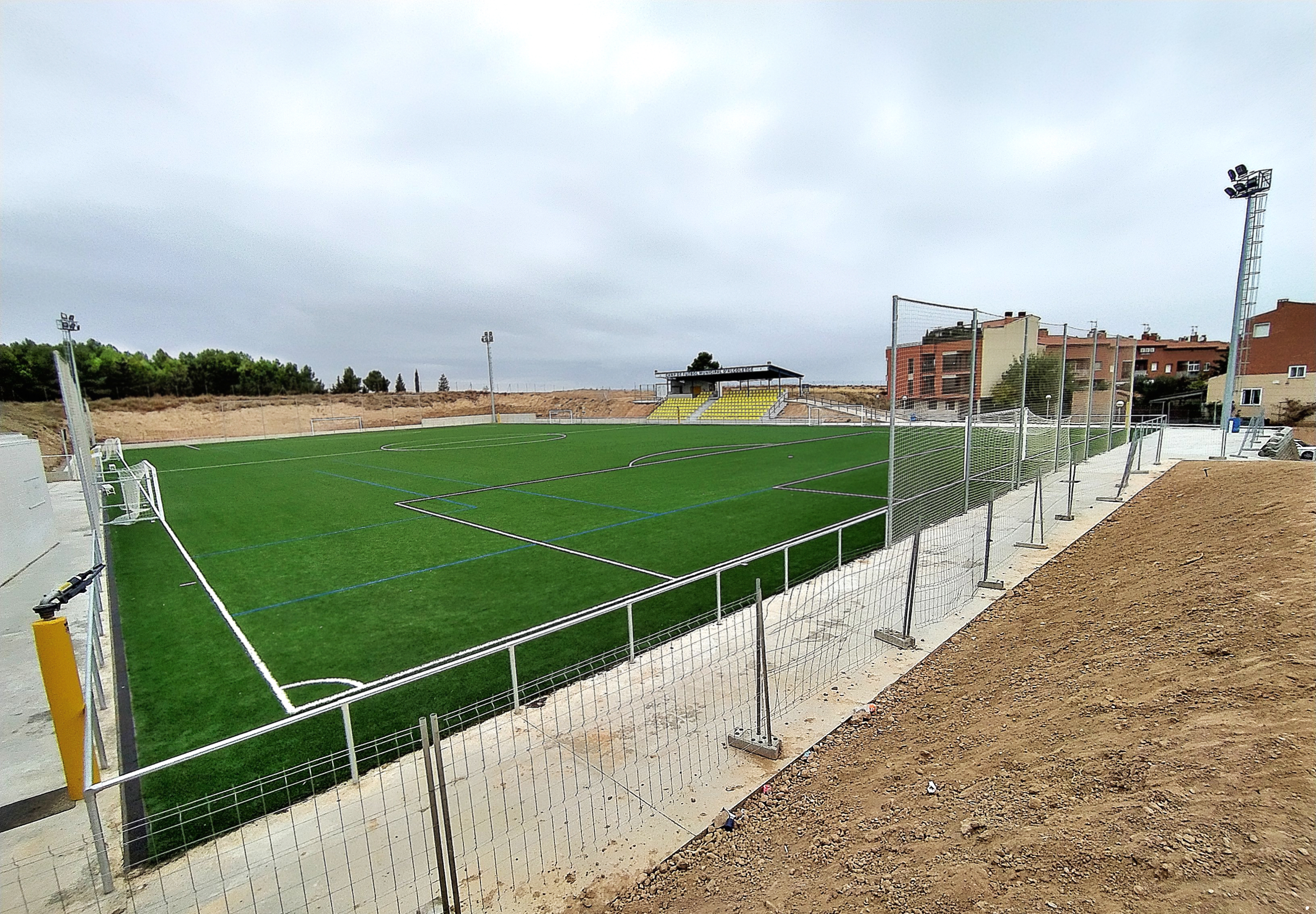
Campo futbol municipal de Alcolegte